# Johann Hyacinth Kistemaker

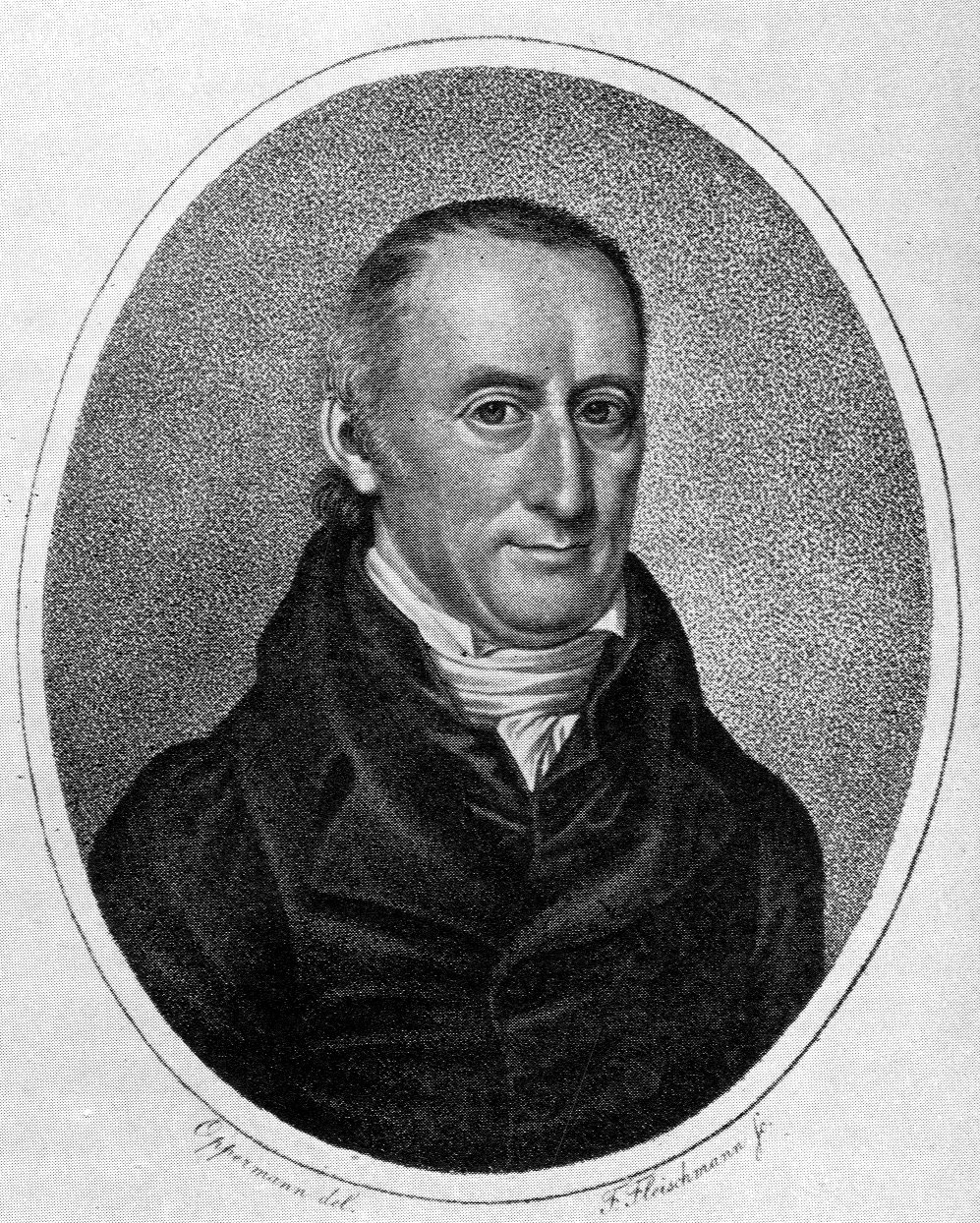
Johann Hyacinth Kistemaker.
Radierung von F. Fleischmann nach einer Zeichnung von Oppermann

Johann Hyacinth Kistemaker (* 15. August 1754 in Nordhorn; † 2. März 1834 in Münster in Westfalen) war ein deutscher katholischer Theologe und Pädagoge. 

## Leben und Werk
Geboren als zweiter Sohn des aus Zwolle stammenden Schiffsarztes und späteren Inhabers einer Faktorei mit Spedition Anton(ius) Kistemaker (1725–1800) und dessen Frau Anna Susanna van Wietmarschen (1723–1806) aus Nordhorn wuchs Johann Hyacinth Kistemaker in Nordhorn auf, wo er zunächst „unter der Leitung des damaligen katholischen Pfarrherrn“ unterrichtet wurde. 1767 wurde er in das Franziskanerkloster in Rheine aufgenommen und besuchte das angeschlossene Gymnasium, wo unter anderem Bernard Overberg sein Mitschüler war. Ab 1772 studierte Kistemaker Theologie und Philologie an der jungen Universität Münster. Am 22. Dezember 1777 wurde er zum Priester geweiht.
Ab 1779 arbeitete er als Lehrer am Gymnasium Paulinum, dessen Direktor er 1794 nach dem Tod von Caspar Zumkley wurde. Gleichzeitig wurde er Leiter der Paulinischen Bibliothek. Ab 1786 folgte er zusätzlich einem Ruf auf den Lehrstuhl für Alte Sprachen an der Universität Münster.  
Nachdem ihm die Universität Paderborn die Doktorwürde der Philosophie zuerkannt hatte, wurde Kistemaker 1795 zum Professor für biblische Exegese an der Universität Münster ernannt. 1799 erhielt er ein Kanonikat am Stift St. Mauritz.
Neben seiner Tätigkeit an Schule und Universität war Kistemaker von 1816 bis 1818 Mitglied des Konsistoriums der Provinz Westfalen und seit 1823 Mitglied des Münsteraner Domkapitels. 
1824 erkrankte Kistemaker und trat 1825 nach einer Reihe von Schlaganfällen in den Ruhestand. Die folgenden Lebensjahre verbrachte er in körperlicher und geistiger Lähmung. 
Kistemaker verfasste während seiner langen Laufbahn zur Unterstützung seiner Lehrtätigkeit mehrere lateinische, griechische und deutsche Sprachlehrbücher, die bis nach seinem Tod in Münster in Gebrauch blieben. Seine betont kirchliche Einstellung führte indes zu differenzierter Beurteilung seiner Schriften. 
Außerdem veröffentlichte Kistemaker eine Reihe von Übersetzungen aus modernen europäischen und orientalischen Sprachen, insbesondere eine Übersetzung des Neuen Testaments sowie exegetische Werke.
Kistemaker gehörte zum religiös-philosophischen Kreis von Münster um Amalie von Gallitzin.

## Auszeichnungen
1787 wurde er für seine Vorarbeiten an der 1793 erschienenen Schrift Kritik der griechischen, lateinischen und deutschen Sprache als auswärtiges Mitglied in die von Kurfürst Karl Theodor gegründete Kurpfälzischen Deutschen Gesellschaft in Mannheim aufgenommen.
Die theologische Fakultät der Universität Breslau verlieh ihm 1822 die Ehrendoktorwürde.
Die preußische Unterrichtsverwaltung ehrte ihn, indem sie ihn 1826/27 zum ersten Rector magnificus der Universität Münster ernannte.
1829 wurde er, von seiner Erkrankung bereits schwer gezeichnet, zum 50. Jahrestag seines Lehramts zum Ritter des Roten Adlerordens III. Klasse erhoben.

## Schriften (Auswahl)
- Notae in Thucydidem, Münster 1790.
- Kritik der griechischen, lateinischen und deutschen Sprache, Münster 1793.
- Commentatio de nova exegesi praecipue Veteris Testamenti : ex collatis scriptoribus Graec. et Rom. - Monasterii : Theissing, 1806. Digitalisierte Ausgabe der Universitäts- und Landesbibliothek Düsseldorf
- Exegesis critica in psalmos LXVII et CIX et Excursus in Daniel : III De Fornace ignis. - Monasterii : Theissing, 1809. Digitalisierte Ausgabe
- Sammlung lateinischer Wurzelwörter zum Schulgebrauche, Münster 1816. Zweite Ausgabe, Münster 1820. Dritte Ausgabe, Münster 1824.
- Weißsagung Jesu vom Gericht über Judäa und die Welt. Nebst Erklärung der Rede Mark. IX, 42–49 und Prüfung der van Eß’schen Uebersetzung des n. Test., Münster 1816.
- Canticum canticorum : illustratum ex hierographia Orientalium. - Monasterii : Theissing, 1818. Digitalisierte Ausgabe der Universitäts- und Landesbibliothek Düsseldorf
- Die heiligen Schriften des Neuen Testaments übersetzt und erklärt, sieben Bände, Münster 1818–1823. Zweite verbesserte Auflage, Münster 1825–1826. Zahlreiche Nachdrucke durch die englische Bibelgesellschaft, zuletzt 1914.